# مانويل رايت
مانويل رايت (بالإنجليزية: Manuel Wright)‏ هو لاعب كرة قدم أمريكية أمريكي، ولد في 13 أبريل 1984 في كومبتون في الولايات المتحدة.

## وصلات خارجية
- مانويل رايت على موقع مرجع كرة القدم المحترفة.كوم (الإنجليزية)
- مانويل رايت على موقع JustSportsStats.com (الإنجليزية)